# Westfriesgasthuis

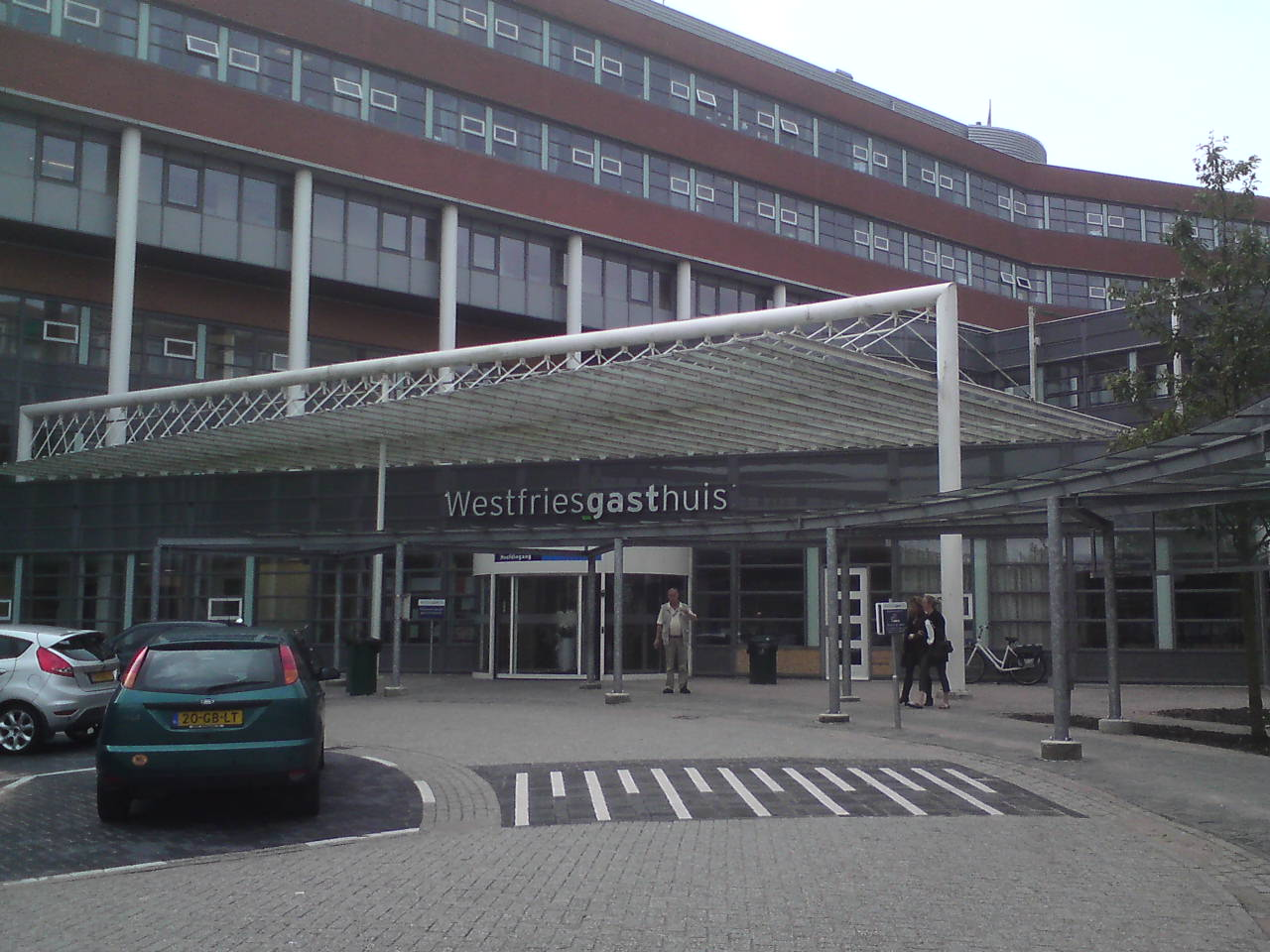
Hoofdingang van het ziekenhuis

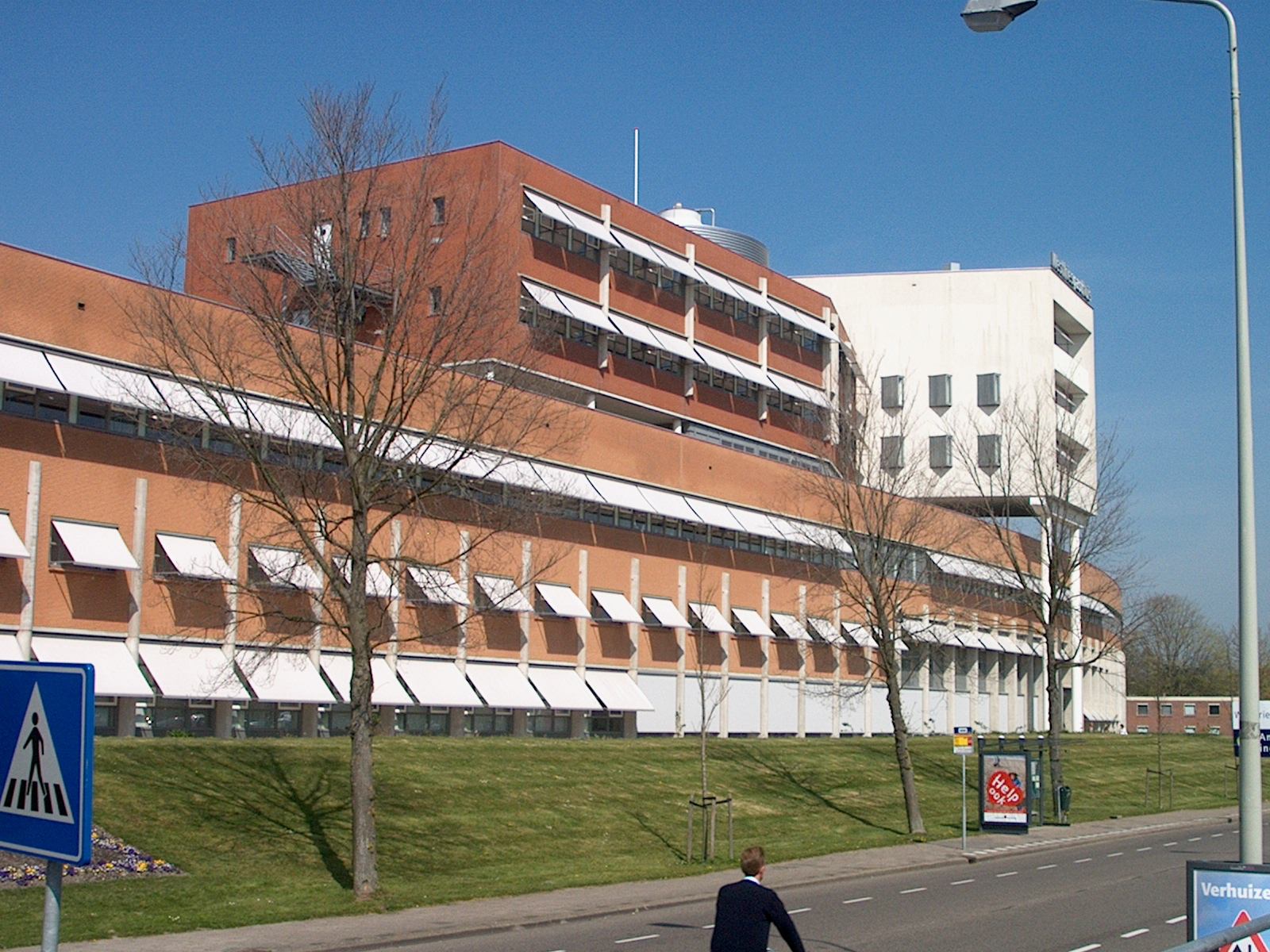
Westfriesgasthuis

Het Westfriesgasthuis (WFG) was een algemeen ziekenhuis in de Nederlandse stad Hoorn, met buitenpoli's in Heerhugowaard en Enkhuizen. Het Westfriesgasthuis is per 1 april 2017 op organisatorisch niveau gefuseerd met het Waterlandziekenhuis. De ziekenhuizen hielden in eerste instantie hun eigen naam, maar vanaf 1 januari 2019 gingen zij onder de naam Dijklander Ziekenhuis verder.
Het is in 1983 ontstaan uit een fusie tussen de Hoornse ziekenhuizen "St. Jan" en "Algemeen Streekziekenhuis", en het Enkhuizer "Snouck van Loosen". Als een van de eerste ziekenhuizen in Nederland had het toenmalige St. Jan al in 1966 een eigen ziekenomroep, de ROVOZ, die via huurlijnen haar programma's ook in het Streekziekenhuis hoorbaar maakte.
Het Streekziekenhuis was in 1954 ontstaan door fusie van het Stadsziekenhuis (sinds 1866 aan het Kerkplein, Hoorn) en De Villa (Draafsingel, Hoorn). In de jaren '60 werd een nieuw ziekenhuis aan de Wabenstraat gebouwd. In 1977 is het Snouck van Loosen aan het Streekziekenhuis toegevoegd.
Met 865 bedden (506 in Hoorn, 359 in Purmerend) en 3000 personeelsleden is het Dijklander Ziekenhuis een van de grotere niet-academische ziekenhuizen.